# Katastrofa lotu Manx2 7100
Katastrofa lotu Manx2 7100 – katastrofa lotnicza, która wydarzyła się 10 lutego 2011 roku na lotnisku Cork. W wyniku błędu pilota samolot rozbił się podczas podchodzenia do lądowania. Zginęło 6 z 12 osób na pokładzie (w tym 2 pilotów).

## Samolot
Samolot, który rozbił się to Fairchild Swearingen Metroliner, z którego linie zaczęły korzystać w 2007 roku.

## Katastrofa
W dniu katastrofy w Cork panowały złe warunki atmosferyczne - z powodu bliskiego położenia obok Atlantyku w miejscowości często zdarzały się mgły. W tym dniu również panowała mgła. Piloci podczas pierwszej próby podchodzenia do lądowania nie widzieli pasa startowego i odeszli na drugi krąg. Przy ponownej próbie lądowania sytuacja się powtórzyła. Za trzecim razem piloci postanowili za wszelką cenę wylądować. Przy podchodzeniu do lądowania pilot popełnił fatalny błąd - nierównomiernie cofnął dźwignię ciągu. W wyniku tego samolot przechylił się na prawe skrzydło, którym zahaczył o pas startowy, po czym wylądował na plecach i zatrzymał się za pasem startowym. W katastrofie zginęło 6 osób, rannych kolejne 6.

## Śledztwo
W czasie śledztwa odkryto zaskakujące fakty. Po pierwsze okazało się, że Manx2 to nie linia lotnicza a firma sprzedająca bilety. Po drugie jej właścicielem były hiszpańskie banki. Trzecim faktem były opóźnienia w zapłacie na czas pilotom. Po czwarte - co najbardziej zszokowało śledczych - że właściciel nic nie wiedział o połączeniach lotniczych w Irlandii. Po katastrofie lotu Manx2 7100 firma została zlikwidowana w grudniu 2012 roku.